# Fannia bella
Fannia bella är en tvåvingeart som beskrevs av Albuquerque 1957. Fannia bella ingår i släktet Fannia och familjen takdansflugor. Inga underarter finns listade i Catalogue of Life.